# Regiunea Kașkadaria
Kașkadaria este o regiune  în  statul Uzbekistan. Reședința sa este orașul Karși.